# Литвиненко Роман Сергійович
Рома́н Сергі́йович Литвине́нко (1992—2023) — солдат збройних сил України, учасник російсько-української війни.

## Життєпис
Народився 14 червня 1992 року в смт Терни Сумської області. 
Вищу освіту здобув у Дніпровському національному гірничому університеті (кваліфікація — гірничий інженер).  
У травні 2022 року почав працювати помічником машиніста бурової установки бурової дільниці.
9 листопада 2022 року мобілізований до лав збройних сил, був навідником у аеромобільно-десантній роті.
Загинув 12 січня 2023 року в селі Білогорівка Луганської області.

## Нагороди
- Орден «За мужність» III ступеня[1].